# Funtumia
Genre
Classification APG III (2009)
Funtumia est un genre de plante à fleurs de la famille des Apocynaceae qui a été défini en 1901 par le botaniste autrichien Otto Stapf, des Jardins botaniques royaux de Kew (Royaume-Uni). Il a placé dans ce genre les espèces africaines précédemment classées dans le genre Kickxia, qu'il considérait comme exclusivement asiatiques.

## Espèces
- Funtumia africana
- Funtumia elastica
- Funtumia latifolia